# پابلو اسلا
پابلو اسلا (انگلیسی: Pablo Isla) (زاده ۱۹۶۴) کارآفرین، حقوق‌دان و مدیر ارشد اجرایی اسپانیایی است، که هم‌اکنون به‌عنوان مدیر عامل اجرایی و رییس هیئت مدیره شرکت ایندیتکس فعالیت می‌کند. 